# Прапор Нового Світу
Пра́пор Нового Світу — офіційний символ селища Новий Світ. Прапор селища було затверджено 20 березня 2006 рішенням Новосвітської селищної ради. Розроблений авторською групою у складі: О. Маскевич та В. Коновалов. 

## Опис
Прямокутне полотнище із співвідношенням ширини до довжини як 2:3, що складається з п’яти горизонтальних смуг: червоної, білої, хвилястої синьої, хвилястої білої та синьої (співвідношення їх ширин становлять 24:50:3:3:20). У центрі білої смуги малий герб селища, висота якого становить 1/2 ширини прапора.
Проект прапора побудований на основі герба селища і несе його символіку.